# Георги Голев
Георги Костадинов Голев е български революционер, деец на Вътрешната македоно-одринска революционна организация.

## Биография
Георги Голев е роден в 1869 година в село Банско, което тогава е в Османската империя. Произхожда от големия род Голеви, като негов племенник е Борис Голев. Учи в класното училище при Никола Попфилипов и в 1894 година завършва педагогическия курс в българската гимназия в Солун. Заедно с Гоце Делчев и Радон Тодев е учител в Банско, а от 1896 година след напускането на Делчев е главен учител. Влиза в основания в същата година от Гоце Делчев революционен комитет. Преследван от властите, се установява в София. Участва в подготовката на Илинденско-Преображенското въстание. По време на въстанието е войвода на чета от 50 души. След въстанието отваря книжарница в родното си село.
След освобождението на Банско е председател на Либералната партия (радослависти) и като неин кандидат в 1914 година е избран за народен представител от Струмишки окръг в XVII народно събрание.
Умира на 5 август 1921 година в Банско.